# Glaresis oxiana
Glaresis oxiana es una especie de coleóptero de la familia Glaresidae.

## Distribución geográfica
Habita en el Cáucaso.